# 선장초등학교 신정분교
선장초등학교 신정분교는 대한민국 충청남도 아산시 선장면 대정리 164에 있었던 공립 초등학교이다.

## 학교 연혁
- 1946년 10월 1일 선장국민학교 대정분교실 설치
- 1954년 4월 1일 선장국민학교 대정분교장으로 인가
- 1955년 8월 31일 신정국민학교 승격
- 1984년 3월 10일 병설유치원 개원
- 1994년 3월 1일 선장국민학교로 편입(총 35회 졸업)
- 1995년 3월 1일 4학급 편성
- 1996년 3월 1일 선장초등학교 신정분교로 개칭
- 1998년 2월 18일 신정분교 제39회 졸업 12명
- 1998년 3월 1일 4학급 편성 인가
- 1999년 2월 12일 신정분교 제40회 졸업 10명
- 1999년 3월 1일 3학급 편성 인가
- 2000년 2월 17일 신정분교 제41회 졸업 8명
- 2000년 3월 1일 3학급 편성 인가
- 2003년 2월 28일 선장초등학교로 통합